# Падун (Тюменская область)
Падун — село в Заводоуковском районе Тюменской области. В рамках организации местного самоуправления находится в Заводоуковском городском округе.

## История
До 1917 года в составе Заводоуковской волости Ялуторовского уезда Тобольской губернии. По данным на 1926 год состояло из 355 хозяйств. В административном отношении являлась центром Падунского сельсовета Ялуторовского района Тюменского округа Уральской области.

## Население
| 2010 |
| ---- |
| 1904 |

По данным переписи 1926 года в селе проживало 1428 человек (684 мужчины и 744 женщины), в том числе: русские составляли 95 % населения, поляки — 5 %.

## В культуре
Село Падун упоминается в романе Леонида Габышева «Одлян, или Воздух свободы» (там же в детстве жил автор романа).